# Асиноко
Асиноко (яп. 芦ノ湖) — вулканическое озеро в центральной части острова Хонсю (Япония), одна из главных достопримечательностей района Хаконэ. Горное озеро привлекает к себе и японцев, и туристов из других стран, а обилие всевозможных рыб притягивает рыбаков. Его диаметр — 20 км.
Озеро образовалось 400 000 лет назад, но получило свой классический вид лишь 3000 лет назад. Оно входит в число озёр, незамерзающих круглый год. Температура воды в озере колеблется в пределах 14-18 градусов по Цельсию, содержание кислорода — 7-8 мг/л. В озере водятся чёрный окунь и форель. В сезон отпусков оно усыпано цветными лодками с рыбаками и любителями покататься на водных лыжах. Вдоль северо-западного берега озера, по гребню гор проложена шоссейная дорога «Ashinoko Skyline Drive» длиной 11,7 км, соединяющая Кодзири с Мото-Хаконэ. Со смотровых площадок горной дороги с одной стороны открываются великолепные виды на озеро, а с другой — на Сидзуоку, гору Фудзи и залив Сагами. Долина Кодзири-Тогэндай к северу от озера является транспортным узлом района, в котором проложено множество дорог.
По озеру между северными городами Тогэндай и Кодзири и южными Мото-Хаконэ и Хаконэ-мати курсируют прогулочные катера и лодки. Есть два маршрута: первый от Тогэндай до Мото-Хаконэ, второй — от Кодзири до Хаконэ-Мати с остановкой в Мото-Хаконэ.

## Водный туннель Фукара-ёсуй
Водный туннель, идущий от озера Аси, называется «Фукара-ёсуй» (深良用水). Он был построен в 1671 году начальником деревни Фукаро (сейчас это город Сусоно) в префектуре Сидзуока, расположенной к западу от озера Аси.
В деревне Фукара жило много фермеров, выращивавших рис. Но их поля часто страдали от засухи в жаркий летний период. Начальник деревни по имени Гэммодзё Оба посчитал, что абсолютно необходимо провести на поля воду из озера Асиноко, какими угодно средствами. Проблема заключалась в том, что деревню и озеро разделяли высокие гребни гор, и единственный путь через них шел по перевалу Кодзири. Тогда был придуман план пробить в горе туннель.
В те времена многие думали, что сделать подобное невозможно. Вода в озере Асиноко тогда находилась в ведении храма Хаконэ. Начальник деревни договорился с главным монахом храма, и тот дал разрешение на взятие воды из озера для провинции Сидзуока. Правительство Японии (сёгунат Токугава) тоже дало разрешение на постройку туннеля. Вероятно, оба считали, что подобное разрешение стоит недорого, так как задача считалась невыполнимой.
Обратившись за помощью к местным строителям, Оба начал копать туннель с обеих сторон горы одновременно. На работу ушло 5 лет и 830 000 человеко-дней. Обе бригады, копавшие туннель с востока и с запада, встретились на полпути в точно обозначенном месте под горой. Расчёты оказались очень точными и тщательно выполненными. Длина туннеля составила 1280 метров. Крестьяне деревни Фукара вздохнули с облегчением, так как озеро Асиноко стало в избытке давать воду для их полей. А начальника деревни носили чуть ли не на руках.
Во время и после постройки туннеля у правительства Токугавы возникли подозрения относительно Оба: было сделано предположение о строительстве туннеля специально для тех путешественников, которые хотят пройти через Хаконэ тайком, минуя заставу. В те времена все путешественники должны были проходить по дороге Токайдо и отмечаться на каждой заставе, ставя печати в подорожной. Пропуск заставы карался смертной казнью. Сёгунат Токугавы испугался, что туннель может быть использован для тайного проникновения заговорщиков в долину Эдо. Оба был осужден и казнён по обвинению в шпионаже и заговоре против правительства. Сведений о годах его рождения и казни не сохранилось.
Интересно то, что префектура Сидзуока является по сей день единственным потребителем воды из озера Аси. Ни город Хаконэ-Мати, ни другие города префектуры Канагава не имеют права пользоваться этой водой, и потому они берут воду из реки Хаякава, которая вытекает из озера.
Туннель Фукара расположен в северо-западной части озера. Он включён в туристический маршрут, идущий от Кодзири до Хаконэ-Мати.